# Права меньшинств
Права́ меньши́нств — правовой термин, касающийся соблюдения прав человека в отношении определенного меньшинства. Другое значение касается системы коллективного права в отношении группы меньшинства. Изначально под меньшинствами имелись в виду исключительно национальные меньшинства.
Появление понятия «права меньшинств» в международном праве было положено Лигой Наций, которая приняла несколько «трактатов по правам меньшинств». На смену Лиге в 1945 году пришла Организация Объединённых Наций. Она продолжила развитие данной области права, в частности в Международном пакте о гражданских и политических правах 1966 года и Декларации 1992 года о правах лиц, принадлежащих к национальным или этническим, религиозным и языковым меньшинствам. Таким образом понятие «меньшинства» расширилось. Однако сейчас идёт активная дискуссия по поводу дальнейшего обобщения термина на различные социальные (например, людей с инвалидностью), политические, сексуальные и гендерные меньшинства. Чёткого единого представления о том, какие группы являются меньшинством, а какие — нет, в международном праве не существует.
Сферой защиты прав меньшинств является: выживание и существование, развитие и защита самобытности меньшинств, равенство и недискриминация, эффективное и действенное участие в жизни общества.